# Antonio Valjalo
René Antonio Valjalo Ramírez (Humberstone, 6 de mayo de 1926-Santiago, 8 de julio de 2013) fue un futbolista chileno que se desempeñaba como mediocampista. Fue campeón con Colo-Colo en 1953. Además, fue internacional con la selección chilena en el Campeonato Sudamericano 1955.

## Trayectoria
Comenzó a practicar distintos deportes en el barrio Plaza Chacabuco, cerca del Estadio Santa Laura. El fútbol lo inició en el Deportivo Santa Laura, desde donde pasó a integrar el equipo B de Unión Española, y a integrar el plantel titular en una gira al sur de Chile. Sus actuaciones le valieron el contrato como profesional en 1947, y su debut como titular esa temporada ante Badminton.
Tuvo buenas presentaciones, pero luego de un desgarro, no pudo salir de la reserva del cuadro hispano. Colo-Colo se había fijado en Valjalo, pero Unión lo declaró intransferible. En negociaciones que implicaron un trueque con el mediocampista Rosamel Miranda pudo llegar al cuadro albo.
Posterior a su retiro, los años 1962 y 1963 fue entrenador de Municipal Santiago.

## Selección nacional
Fue internacional con la selección chilena en dos partidos. El primer llamado ocurrió el año 1953 y posteriormente formó parte en el seleccionado que participó en el Campeonato Sudamericano 1955.

### Participaciones en Campeonatos Sudamericanos
| Sudamericano                 | Sede  | Resultado  | PJ | G |
| ---------------------------- | ----- | ---------- | -- | - |
| Campeonato Sudamericano 1955 | Chile | Subcampeón | 1  | 0 |

## Clubes
| Club           | País  | Año       |
| -------------- | ----- | --------- |
| Unión Española | Chile | 1947-1949 |
| Colo-Colo      | Chile | 1951-1955 |
| O'Higgins      | Chile | 1956-1957 |

## Palmarés

### Campeonatos nacionales
| Título           | Club      | País  | Año  |
| ---------------- | --------- | ----- | ---- |
| Primera División | Colo-Colo | Chile | 1953 |